# برايس كروفورد
برايس كروفورد (بالإنجليزية: Bryce Crawford)‏ هو كيميائي أمريكي، ولد في 27 نوفمبر 1914 في نيو أورلينز في الولايات المتحدة، وتوفي في 16 سبتمبر 2011 في أردن هيلز في الولايات المتحدة.